# شن چن
شن چن (انگلیسی: Shen Chen؛ زادهٔ ۲۸ ژوئیهٔ ۱۹۹۰) شمشیرباز  زن اهل چین است.